# Chaliers
Chaliers (okzitanisch: Chalalher) ist ein zentralfranzösischer Ort und eine Gemeinde mit 139 Einwohnern (Stand: 1. Januar 2022) im Département Cantal in der Region Auvergne-Rhône-Alpes (vor 2016: Auvergne). Die Gemeinde gehört zum Arrondissement Saint-Flour und zum Kanton Neuvéglise-sur-Truyère.

## Lage
Chaliers liegt etwa 13 Kilometer südöstlich von Saint-Flour am Fluss Truyère. Umgeben wird Chaliers von den Nachbargemeinden Ruynes-en-Margeride im Nordwesten und Norden, Clavières im Nordosten und Osten, Lorcières im Osten, Chaulhac im Südosten und Süden sowie Val d’Arcomie im Südwesten und Westen.

## Bevölkerungsentwicklung
| Jahr                       | 1962 | 1966 | 1975 | 1982 | 1990 | 1999 | 2006 | 2019 |
| Einwohner                  | 268  | 236  | 218  | 214  | 227  | 196  | 176  | 145  |
| Quellen: Cassini und INSEE |      |      |      |      |      |      |      |      |

## Sehenswürdigkeiten
- Kirche Saint-Martin, seit 1992 Monument historique
- Haus Roudil aus dem Jahre 1777

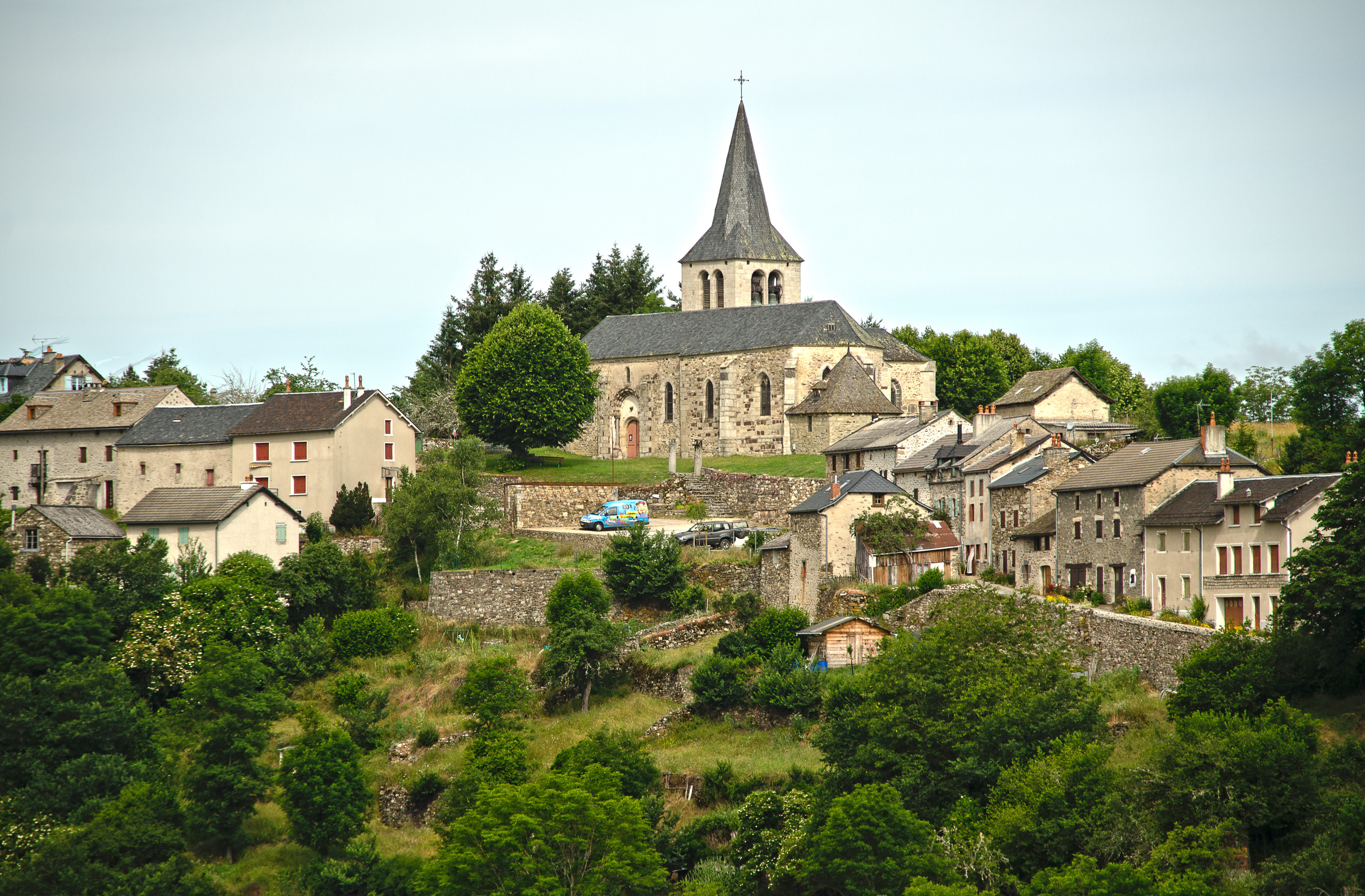
Kirche Saint-Martin